# Abel Sierra Madero
Abel Sierra Madero (Matanzas, 1976) es un autor y catedrático cubano enfocado en el campo de la historia de la sexualidad. En 2006 obtuvo el premio Casa de las Américas por su libro Del otro lado del espejo: la sexualidad en la construcción de la nación cubana.

## Biografía
En Cuba trabajó en la redacción de Catauro. Revista cubana de antropología, publicada por la Fundación Fernando Ortiz. En 2009, Abel Sierra Madero obtuvo un doctorado en Historia de la Universidad de La Habana y en 2019 un segundo doctorado en Literatura en la Universidad de Nueva York. Es miembro del Comité Internacional de Expertos del Colegio de Estudios Avanzados y Transdiciplinares de Género (GEXcel) Suecia.

## Obra
De acuerdo con el historiador Louis A. Pérez, su libro Del otro lado del espejo constituye una contribución original a la historiografía sobre Cuba. Otros críticos como Rufo Caballero, han apuntado que Sierra Madero posee como investigador y ensayista la virtud de combinar el rigor del dato histórico con el alcance epistemológico que le confiere a sus detenimientos analíticos, a través de la mezcla de «estamentos muy diferentes del saber, de la sociología a la psicología, de la antropología a la semiótica, del psicoanálisis a la crítica cultural».
Sus ensayos se enseñan en cursos sobre América Latina y El Caribe en universidades estadounidenses. Sierra Madero ha impartido conferencias en universidades como Princeton, Harvard, Columbia, y NYU.
Ha colaborado con varias revistas académicas, literarias y periódicos como Letras Libres, Cuban Studies, The Rumpus, Diario de Cuba, El Nuevo Herald, Hypermedia Magazine, entre otras. 

### Libros
- El cuerpo nunca olvida: Trabajo forzado, hombre nuevo y memoria en Cuba (1959-1980). Archive Fever. 2023. ISBN 979-8218252250.

- Fidel Castro. El comandante Playboy. Sexo, revolución y guerra fría.[12] Editorial Hypermedia. 2019. ISBN 978-1948517461.

- Del otro lado del espejo: La sexualidad en la construcción de la nación cubana. ISBN 978-1084131033.

- La nación sexuada: relaciones de género y sexo en Cuba, 1830-1855. Editorial de Ciencias Sociales. 2002. ISBN 9789590604799.

### Capítulos en antologías
- Michael J. Bustamante y Jennifer L. Lambe, ed. (2019). Here, Everyone's Got “Huevos”, Mister!: Nationalism, Sexuality, and Collective Violence during the Mariel Exodus. Duke University Press; pp. 244-276. ISBN 978-1-4780-0296-3

- Horacio Sívori y Saskia Wieringa, ed. (2013). «Sexing The Nation's Body During The Cuban Republican Era». The sexual history of the Global South. Sexual politics in Africa, Asia and Latin America (en inglés). Londres y Nueva York: Zed Books Ltd. pp. 65-82. ISBN 9781780324050.

## Premios y reconocimientos
- 2012 The Martin Duberman Fellowship, Center for Lesbian and Gay Studies, CUNY.[13]
- 2011 Erasmus Mundus (European Community).
- 2010 Martin Duberman[14]
- 2009 Fellowship “Sexualities, masculinities and modernities”. Ford Foundation/South-South Exchange Program for Research on the History of Development (SEPHIS).
- 2007 “Catauro Cubano”, premio del Instituto Cubano del Libro a Del otro lado del espejo. La sexualidad en la construcción de la nación cubana.[15]
- 2006 Premio Casa de las Américas por Del otro lado del espejo. La sexualidad en la construcción de la nación cubana.
- 2001 Premio “Razón de Ser” de la Fundación Alejo Carpentier por el proyecto: “Relaciones de género y sexo en Cuba durante las guerras de independencia”.
- 2001 Premio “Pinos Nuevos”, Editorial Ciencias Sociales e Instituto Cubano del Libro por el libroLa nación sexuada. Relaciones de género y sexo en Cuba durante la primera mitad del siglo XIX.